# Milovan Đilas
Milovan Đilas (em sérvio: Милован Ђилас, por vezes transliterado como Djilas; Podbišće, 12 de junho de 1911 – Belgrado, 20 de abril de 1995) foi um político, teórico e autor comunista iugoslavo. Ele foi uma figura-chave no movimento partisan durante a Segunda Guerra Mundial, bem como no governo do pós-guerra. Um socialista democrático autoidentificado, Đilas se tornou um dos dissidentes mais conhecidos e proeminentes na Iugoslávia e em toda a Europa Oriental.

## Biografia
Milovan Djilas nasceu em Podbišće, perto de Mojkovac, no Reino de Montenegro, em 12 de junho de 1911, em uma família de camponeses. Ele foi o quarto de nove filhos. Seu pai Nikola, ganhador da Medalha Obilić por bravura, serviu no Exército Montenegrino durante as Guerras Balcânicas de 1912-1913, depois na Primeira Guerra Mundial, após a qual recebeu a Medalha Comemorativa Albanesa. Depois daquela guerra, ele comandou a gendarmaria em Kolašin e se opôs à incorporação de Montenegro ao Reino dos Sérvios, Croatas e Eslovenos. Seu avô paterno, Aleksa, era um líder bandido anti-otomano, conhecidos como hajduk, que aparentemente foi assassinado sob a direção do sogro do rei montenegrino. A mãe de Djilas, Novka, era da Sibéria, no Império Russo. Durante a Segunda Guerra Mundial, a irmã de Djilas, Dobrinka, foi assassinada pelos Chetniks e seu pai foi morto durante uma batalha com o Balli Kombëtar no Kosovo.
Djilas foi educado em Podbišće, Kolašin e Berane. Ele foi exposto à literatura durante sua escolaridade e também às obras de Karl Marx e Vladimir Lenin. Ele começou a estudar literatura na Universidade de Belgrado em 1929, época em que já era um comunista convicto. Em 1929, o nome do país mudou para Reino da Iugoslávia. Djilas foi um ativista estudantil radical e se opôs à ditadura do rei Alexandre I.  Isso chamou a atenção da polícia; em março de 1932, ele foi preso por participar de uma manifestação antigovernamental e ficou preso por oito dias como advertência. Onze meses depois, sem mudar de atitude, Djilas foi preso novamente, mas desta vez foi torturado e condenado a três anos de prisão na Prisão de Sremska Mitrovica. Enquanto estava na prisão, ele conheceu vários membros seniores do Partido Comunista da Iugoslávia (Servo-croata Latino: Komunistička partija Jugoslavije, KPJ), incluindo Moša Pijade e Aleksandar Ranković. Ele foi ainda mais radicalizado enquanto estava na prisão, tornando-se um stalinista convicto.  
Após a sua libertação da prisão em 1936,  Djilas decidiu abandonar os seus estudos de literatura e concentrar-se em actividades revolucionárias com o KPJ. Quando o líder da União Soviética, Josef Stalin, tentou obter maior controle do KPJ, Djilas alinhou-se com o secretário-geral do KPJ, Josip Broz Tito. Djilas também ajudou a recrutar cerca de 1.500 voluntários iugoslavos para lutar no lado republicano na Guerra Civil Espanhola, mas Tito não permitiu que ele viajasse para a Espanha para participar da guerra, pois precisava dele na Iugoslávia. Em 1938, Tito nomeou-o para o Comitê Central do KPJ e para o seu Politburo no ano seguinte.  

## Segunda Guerra Mundial

### Revolta em Montenegro
Em abril de 1941, as potências do Eixo, Alemanha Nazista, Itália Fascista e o Reino da Hungria invadiram a Iugoslávia e rapidamente derrotaram suas forças armadas. A Iugoslávia foi dividida e, como parte disso, a maior parte do Montenegro moderno foi submetida à ocupação militar pelos italianos, que instalaram um comissário civil. Inicialmente, os italianos foram lenientes com os montenegrinos, mas a população local rapidamente desenvolveu queixas contra eles, relacionadas com as expulsões de montenegrinos de outras partes da Jugoslávia ocupada, um afluxo de refugiados sérvios que fugiam da perseguição dos Ustaše no vizinho Estado Independente da Croácia, a perda de território tradicionalmente montenegrino e as restrições financeiras que lhes foram impostas. 
Cerca de 400 antigos oficiais do Exército Iugoslavo regressaram ao Montenegro, juntamente com muitos suboficiais, administradores civis e membros do KPJ.  Durante a invasão, a Divisão Zeta Iugoslava, composta principalmente por montenegrinos,  contra-atacou brevemente na Albânia, mas voltou para casa com suas armas e equipamentos após a rendição da Iugoslávia. 
Djilas ajudou Josip Broz Tito a estabelecer a resistência partisan iugoslava e se tornou um comandante guerrilheiro durante a guerra após o ataque da Alemanha à União Soviética em 22 de junho de 1941 (Operação Barbarossa), quando o Comitê Central do Partido Comunista da Iugoslávia (KPJ) decidiu que as condições haviam sido criadas para a luta armada. 
Em 4 de julho, o KPJ aprovou a resolução para iniciar a revolta. Djilas foi enviado a Montenegro para organizar e levantar a luta contra a força de ocupação italiana, que em 12 de julho de 1941 proclamou a entidade fantoche fascista Reino de Montenegro, a ser comandada por Sekula Drljević e controlada de perto pela autoridade italiana de Alessandro Biroli, confidente de Mussolini. Djilas teve um papel importante na Revolta em Montenegro, que foi um exemplo nacional, abrangendo linhas ideológicas. Grandes partes de Montenegro foram rapidamente libertadas. Djilas permaneceu em Montenegro até novembro. 

### Borba
No início de Novembro de 1941,  Tito demitiu Djilas do comando das forças partisans em Montenegro devido aos seus erros durante a revolta, incluindo o que foi chamado de seus "erros esquerdistas".  Tito enfatizou que Djilas cometeu erros porque organizou uma luta frontal de exércitos contra um inimigo muito mais forte, em vez de conectar a luta partisan com a revolta popular e adotar os métodos partisans de resistência. Djilas foi nomeado editor do jornal Borba, o principal órgão de propaganda do Partido. 
Djilas partiu para a cidade comunista de Užice, na Sérvia, onde começou a trabalhar para Borba. Após a retirada do Comandante Supremo Tito e outros líderes do Partido para a Bósnia, Djilas permaneceu em Nova Varoš, em Raška (na fronteira entre Sérvia e Montenegro). De lá, ele recuou com as unidades sob seu comando, em pleno inverno e em condições difíceis, para se juntar ao Estado-Maior Supremo. Naquela época, os Partisans não tinham divisões sérias entre comunistas e não comunistas. 

### Guerra civil e construção do estado pós-guerra
Em março de 1942, Djilas retornou a Montenegro, onde uma guerra civil entre partisans e Chetniks havia eclodido. O historiador Momčilo Cemović, que lidou principalmente com esse período de atividades de guerra de Djilas, acreditava que o Comitê Central do KPJ e o Estado-Maior Supremo haviam enviado Djilas para verificar a situação real e demitir os líderes comunistas responsáveis. 
Em março de 1944, ele foi como parte da missão militar e partisan para a União Soviética.  Durante este tempo, ele se encontrou com Georgi Dimitrov, Vyacheslav Molotov e Josef Stalin, entre outros. 
Retornando à Iugoslávia, ele lutou com os guerrilheiros para libertar Belgrado da Wehrmacht. Com o estabelecimento da República Popular Federal da Iugoslávia, Djilas tornou-se vice-presidente no governo de Tito. Djilas afirmou mais tarde ter sido enviado naquela época para pressionar os italianos a se retirarem da Ístria. 
Djilas foi enviado a Moscou para se encontrar com Stalin novamente em 1948 para tentar diminuir a distância entre Moscou e Belgrado. Ele se tornou um dos principais críticos das tentativas de Stalin de colocar a Iugoslávia sob maior controle de Moscou. Mais tarde naquele ano, a Iugoslávia rompeu com a União Soviética e deixou o Cominform, inaugurando o Período Informbiro. 
Inicialmente, os comunistas iugoslavos, apesar do rompimento com Stalin, permaneceram tão linha-dura quanto antes. Mas eles começaram a seguir uma política de socialismo independente que experimentava a autogestão de trabalhadores em empresas estatais. Djilas teve grande participação nisso, mas começou a levar as coisas mais adiante. Sendo responsável pela propaganda, ele criou uma plataforma para novas ideias e lançou um novo jornal, Nova Misao ("Novo Pensamento"), no qual publicou uma série de artigos cada vez mais livres-pensadores. 

## Dissidência
Đilas era amplamente considerado o possível sucessor de Tito e em 1953 ele estava prestes a ser escolhido como Presidente da Iugoslávia. Ele se tornou presidente da Assembleia Popular Federal da Iugoslávia, mas só ocupou o cargo de 25 de dezembro de 1953 a 16 de janeiro de 1954. Entre outubro de 1953 e janeiro de 1954, ele escreveu 19 artigos (apenas 18 foram publicados) para o Borba, o jornal oficial da Liga dos Comunistas da Iugoslávia, onde, encorajado por Tito, desenvolveu a crítica iugoslava ao stalinismo excessivamente burocrático na União Soviética, em favor de uma mudança do planejamento central para uma maior autonomia econômica. 
A sua defesa de uma maior participação democrática na tomada de decisões levou-o, eventualmente, a argumentar contra o próprio Estado de partido único, sugerindo um relaxamento da disciplina partidária e a reforma dos funcionários do Estado que, na sua opinião, estavam a lucrar com as suas posições e a bloquear o caminho para novas reformas.  Nessa altura, Tito e outros importantes comunistas jugoslavos viram os argumentos de Djilas como uma ameaça à sua liderança.  Em janeiro de 1954. Đilas foi expulso do Comitê Central do partido, do qual era membro desde 1937, e demitido de todas as funções políticas por suas críticas. Ele renunciou à Liga dos Comunistas logo depois, em março de 1954.  Em 25 de dezembro de 1954, ele deu uma entrevista ao The New York Times na qual caracterizou a situação na Iugoslávia como "totalitária", acrescentando que seu país era governado por "forças antidemocráticas" e "elementos reacionários". Ele também apelou para a formação de "um novo partido socialista democrático" e, portanto, para um sistema bipartidário. Por esta “propaganda hostil” foi levado a julgamento e condenado a uma pena de prisão suspensa de 18 meses. 
Em 19 de novembro de 1956, Đilas foi preso após sua declaração à Agence France-Presse se opondo à abstenção iugoslava na votação das Nações Unidas condenando a intervenção soviética na Hungria e seu artigo na revista The New Leader  apoiando a Revolução Húngara. Ele foi condenado a três anos de prisão.  Em 1957, Djilas publicou no estrangeiro A Nova Classe: Uma Análise do Sistema Comunista, que já tinha enviado à editora americana Praeger antes de ser preso.  No livro, ele argumentava que o comunismo na União Soviética e na Europa Oriental não era igualitário e que estava estabelecendo uma nova classe de burocracia partidária privilegiada, que desfrutava de benefícios materiais de suas posições. O livro foi um grande sucesso e foi traduzido para mais de 40 idiomas. Por A Nova Classe, Đilas foi condenado em 1957 a mais sete anos de prisão, ou dez no total, tendo em conta o seu mandato anterior. 
Na prisão, Đilas completou uma enorme biografia acadêmica do grande príncipe-poeta-sacerdote montenegrino Njegoš, bem como romances de ficção (Montenegro) e contos. Em 1958, publicou no exterior o primeiro volume de suas memórias, sobre sua juventude em Montenegro, intitulado Terra sem Justiça, que ele havia concluído em 1954, mas foi rejeitado pelas editoras iugoslavas. Neste livro, Djilas descreveu o massacre de Šahovići, um massacre da população muçulmana da vila iugoslava de Šahovići (atual Tomaševo em Montenegro) e sua área vizinha em 9–10 de novembro de 1924 por uma multidão de 2.000 homens cristãos ortodoxos de Kolašin e Bijelo Polje que buscavam vingança pelo assassinato anterior de Boško Bošković. A descrição foi baseada no depoimento de seu pai Nikola, que participou do massacre. 
Đilas foi libertado condicionalmente em 20 de janeiro de 1961, após cumprir quatro anos e dois meses de prisão.  Durante 1961, Đilas foi repetidamente ameaçado pelo governo iugoslavo de ser enviado de volta para a prisão por seus contatos com jornalistas e acadêmicos estrangeiros. A revista italiana Tempo Presente, que publicou um dos seus contos intitulado A Guerra, foi proibida no país.  Ele seria preso novamente em abril de 1962 por publicar no exterior Conversas com Stalin, que se tornou outro sucesso internacional e que Djilas pessoalmente considerou sua maior obra (ver Ascensão e Queda). Conversas com Stalin foi escrito em 1961, após sua libertação, embora já estivesse em sua mente há muito tempo (Ascensão e Queda, p. 396). O manuscrito não foi contrabandeado para fora da prisão, como foi afirmado, inclusive por David Pryce-Jones em "Remembering Milovan Djilas".  Em Conversas com Stalin, Djilas foi condenado em agosto de 1962 a mais cinco anos — ou quinze, somados às punições anteriores — supostamente por ter "revelado segredos de Estado", o que ele negou. As referências do livro à Albânia e sua possível união com a Iugoslávia foram consideradas embaraçosas pelos líderes comunistas iugoslavos. Durante sua internação, Đilas também traduziu Paraíso Perdido de John Milton para o servo-croata, utilizando papel higiênico.  Em 31 de dezembro de 1966, Đilas recebeu anistia e foi libertado incondicionalmente após quatro anos de prisão. Ele nunca mais seria preso. Ele continuou como dissidente, vivendo em Belgrado até sua morte em 20 de abril de 1995. 

## Visões sobre a dissolução da Iugoslávia e da União Soviética
Đilas se opôs à dissolução da Iugoslávia e à queda no conflito nacionalista nas décadas de 1980 e 1990, mas previu na década de 1980 que uma dissolução aconteceria. Em 1981, ele previu que isso aconteceria em linhas nacionalistas étnicas e burocráticas devido à perda de Tito:
"Nosso sistema foi construído apenas para Tito administrar. Agora que Tito se foi e nossa situação econômica se torna crítica, haverá uma tendência natural para uma maior centralização do poder. Mas essa centralização não terá sucesso porque irá colidir com as bases de poder étnico-político nas repúblicas. Isso não é nacionalismo clássico, mas um nacionalismo mais perigoso e burocrático construído sobre o interesse econômico próprio. É assim que o sistema iugoslavo começará a entrar em colapso."
Ele criticou o Presidente Sérvio Slobodan Milošević no final da década de 1980 e previu que suas ações provocariam a separação de outras repúblicas, guerras étnicas e o fim da Iugoslávia:
"Milošević ainda tem possibilidades... A liberalização que você vê tem uma causa ruim. É a consequência da competição nacional entre a Sérvia e as outras repúblicas. Eventualmente, a Iugoslávia pode ser como a Comunidade Britânica, uma confederação frouxa de nações comerciais. Mas primeiro, temo que haverá guerras e rebeliões nacionais. Há um ódio tão forte aqui."
"O autoritarismo de Milošević na Sérvia está provocando uma separação real. Lembre-se do que Hegel disse, que a história se repete como tragédia e farsa. O que quero dizer é que quando a Iugoslávia se desintegrar desta vez, o mundo exterior não intervirá como fez em 1914... A Iugoslávia é o laboratório de todo o comunismo. Sua desintegração prenunciará a desintegração na União Soviética. Estamos mais avançados do que os soviéticos."
Em 1987, Đilas foi entrevistado pela revista neoconservadora Encounter sobre o tema das reformas econômicas e políticas do líder soviético Mikhail Gorbatchov na União Soviética. Đilas descreveu as ações de Gorbachev como uma "necessidade estrita. Eles perceberam o que outros comunistas na Iugoslávia, Polônia, Hungria, Tchecoslováquia e China perceberam muito antes — ou seja, que o comunismo não funciona. Ele não funciona nem no nível econômico nem no nível de satisfação das necessidades e liberdades humanas essenciais... O comunismo é uma relíquia do século XIX e uma receita para o desastre." 

## Visões sobre a nacionalidade montenegrina
Đilas foi apelidado pelos nacionalistas sérvios como o "criador da etnia montenegrina separada" (ao contrário do sérvio). Numa entrevista ao Borba Daily em 1 de maio de 1945, Đilas afirmou que "os montenegrinos são de origem sérvia", mas ao longo do tempo evoluiu para uma nação e grupo étnico separados. Đilas fez grandes contribuições à literatura e historiografia montenegrina com suas obras. Mais tarde, em meados da década de 1980, Đilas se referiu a si mesmo como "sérvio" (assim como seu filho Aleksa, nascido em Belgrado, um sociólogo formado em Harvard). Depois de deixar o partido, Đilas negou que existisse uma etnia e identidade nacional montenegrina separadas, especialmente em seus livros Njegoš: Poeta-Príncipe-Bispo e Ascensão e Queda.